# 艾扎克
艾扎克（法語：Aizac，法語發音：[ɛzak]）是法国阿尔代什省的一个市镇，属于拉让蒂耶尔区。

## 地理
艾扎克（44°42'52"N, 4°19'41"E）面积6.65 平方千米，位于法国奥弗涅-罗讷-阿尔卑斯大区阿尔代什省，该省份为法国东南部内陆省份，北起顺时针与卢瓦尔省、伊泽尔省、德龙省、沃克吕兹省、加尔省、洛泽尔省和上盧瓦爾省接壤。
与艾扎克接壤的市镇（或旧市镇、城区）包括：瑞维纳、贝索尔盖河畔拉巴斯蒂德、昂特赖格-阿斯佩尔若克谷地村。

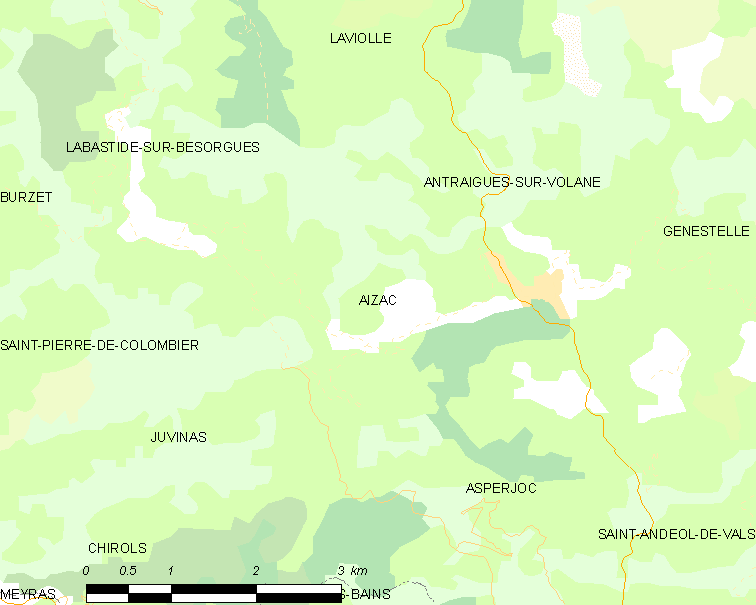
艾扎克的OSM定位图

艾扎克的时区为UTC+01:00、UTC+02:00（夏令时）。

## 行政
艾扎克的邮政编码为07530，INSEE市镇编码为07003。

## 政治
艾扎克所属的省级选区为欧布纳第一县。

## 人口

1962-2008年间艾扎克人口变化图示

艾扎克于2022年1月1日时的人口数量为172人。